# اندیس چاه گز (۱۴A)
چاه گز(۱۴A) یک اندیس غیرفلزی است که در حوالی شهر بافق استان یزد قرار دارد و مادهٔ معدنی موجود در آن، فسفات است.  